# Turnera diffusa
Turnera diffusa е храст от семейство Turneraceae, виреещ в Централна и Южна Америка, Мексико и Карибския регион. Има малки ароматни цветове, които цъфтят през лятото.

## Описание
Растението съдържа терпени, танини и кофеин. Листата му се използват от древността за лечение на астма, депресия, проблеми при храносмилането и като афродизиак. В днешно време се предлага в Австралия като заместител на тютюна.